# 아카기 (항공모함)

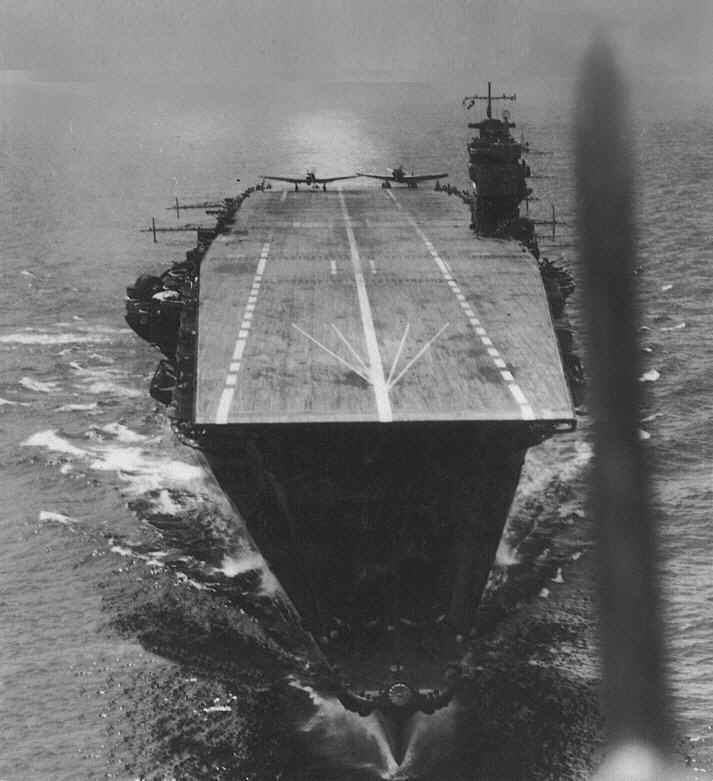
1942년 4월, 이함하는 항공기에서 찍은 아카기

일본 항공모함 아카기는 제2차 세계 대전 중 태평양 전쟁에서 활약한 일본 해군의 항공모함으로써 진주만 공격과 미드웨이 해전 등에 참전했다. 그러나 1942년 6월에 벌어진 미드웨이 해전에서 미국 해군 항공대 소속 SBD 돈틀레스 급강하 폭격기들의 공격을 받고 침몰했다.

## 성능제원 (개장 후)
- 기준배수량: 36,500t
- 전장: 260.67m
- 전폭: 31.32m
- 출력: 131,200hp
- 최고속력: 31.5 knot
- 항해거리: 16 knot(노트)에서 8,200 nmi(해리)
- 무장: 20cm 단장 부포 6기, 12cm 연장 고각포 6기, 25mm 연장 기총 14기
- 탑재기: 총 66기(예비기 25대)(1941년 12월)
- 승무원: 1,630명

## 건조
아카기라는 함명은 군마현에 있는 아카기 산(赤城山)이라는 이름에서 유래했다. 항공모함이면서 산 이름이 붙은 이유는 원래 순양전함으로 설계했다가 항모로 변경되었기 때문이다. 일본해군이 계획했던 88함대계획에 의해 아마기 형(天城型) 순양전함 2번함으로 건조하여 진수했다. 워싱턴 해군군축조약에 따라 폐기해야 했으나, 이미 진수한 주력함을 폐기하기 아까웠던 일본 해군은 항공모함으로 개조하게 되었다. 원래 아카기호의 동형함인 아마기도 항공모함으로 개조될 예정이었지만, 칸토 대지진에 의해 용골이 파괴된 채 폐기되었다.
건조당시 비행갑판은 영국 해군 항공모함인 퓨리어스의 제2차 개장을 참고해서 3단식으로 만들었다. 다만 함 중앙에 20cm 연장포 2기와 함교가 있어 비행갑판으로서는 사용할 수 없었다. 원래 본함 함교는 중단갑판의 우측에 설치되어 좌현측에도 간소한 전망대를 설치, 그 사이를 통과하여 상부격납고에서 직접 전투기가 발진할 수 있는 함선을 만들기로 예정되어 있었지만 그것은 조함상 위험이 있다는 함선위원들의 강력한 반대로 함교를 중앙으로 설치하고 중단갑판에서 발진할 수 있게 만들었다. 착함과 대형기의 발진은 최상층의 발착갑판에서 하며、중부격납고(본함은 격납고도 3단식)에서 내리는 하단비행갑판은 소형기의 발진에 사용되었다.
연통(굴뚝)은 우현에 설치되어 중유를 연소하는 제1연통은 비행갑판 상부의 난기류를 방지하기 위해 바다를 향하게 했으며 발착함시엔 바닷물을 분무해 냉각시켜 배연하고 중유, 석탄혼입의 제2연통을 상부로 향하는 방식을 택했다. 제2연통의 배연은 난기류 방지를 위해 발착함 작업시엔 최대 출력을 내지 않았다. 또 완성 후 수년에 걸쳐 비행갑판 우현에 항해용의 소형함교가 설치되었다. 이것은 먼저 근대화공사가 이루어진 카가가 개장 전에 사용한 것을 설치한 것이다. 순양전함으로서 계획되었어도 배수량이 대폭으로 줄어(기준배수량으로는 약 1만톤 감소) 추진기의 효율 저하를 방지하기 위해 선미부의 개조가 이루어져 뒷부분이 아래로 향하는 실루엣이 생겼다.
아카기는 짧은 활주로 탓에 항공기의 발진의 어려움으로 인해 비행갑판의 연장이 필요하게 되어 사세보 공창에서는 1938년, 전통식의 비행갑판으로 연장하는 대대적인 개장공사가 이루어져 총 배수량도 41,300톤으로 늘었다. 이때 아래 2단은 폐쇄식의 격납고 갑판이 되어 확장으로 인한 상용 탑재기도 66대로 늘었다. 또 함교를 중량 배분때문에 연통과 반대쪽인 좌현 중앙부에 설치되었지만 실제 운용시 착함 때 난기류가 발생해서 잘못하면 함교에 충돌해 죽겠다는 조종사들의 불평도 많았다.
예산 제약 때문에 설치위치가 낮아져서 반대현 방향을 공격할 수 없는 구식의 10식 45구경 12cm 고각포가 신식인 89식 40구경 12.7cm 고각포로 대체되지 않았고 가가 등도 철저하게 근대화 공사가 이뤄지지 못해 25mm 기총 설치개수는 소류(蒼龍)와 히류(飛龍)보다도 적어져서 진주만 공격에 참가한 항공모함 6척 가운데 대공화력이 제일 빈약했다. 후방 하향형 비행갑판도 후방 상향형인 카가처럼 전면적인 개조가 이뤄지지 않아 후방부는 최약점이 돼버렸다. 격납고도 선체의 크기에 비해 탑재기가 카가, 쇼가쿠(翔鶴), 즈이가쿠(瑞鶴)보다도 적었다.(태평양 전쟁 개전시 상용탑재기는 함상전투기 18대, 함상폭격기 18대, 함상공격기 27대였는데(18-18-27) 이는 쇼가쿠, 즈이가쿠의 18-27-27보다 작았다) 항해거리도 연장되지 않아서 진주만 공격당시 항해거리가 짧은 소류, 히류와 함께 작전에서 제외하는 것을 검토한 적도 있었다.

## 실전
중일전쟁 이후 3단갑판 제거 등의 개장이 이루어져 1941년 12월 진주만 작전에 참가했다. 개전 후 제1항공전대의 기함으로서 진주만 공격, 라바울 공격 등에 참가했으며, 실론 해전에서는 다른 항모와 같이 영국 해군의 중순양함인 도셋셔와 항공모함인 허미즈를 격침하는 등의 전적을 남겼다. 그러나 당시 아카기에서 중좌로 비행대장으로 근무한 제1항공전대 항공부대 총지휘관이었던 후치다 미츠오(淵田 美津雄)가 미국 해군 태평양 함대를 상대하는 인도양 작전 등에서 숙련 조종사를 차례로 배치하지 않는 것에 반대해 아카기호의 상용탑재기는 1942년 함상전투기 18대, 함상폭격기 18대, 함상공격기 18대로 줄어져 약해진 상태였다.
1942년 6월에 참가한 미드웨이 해전에서 아카기는 엔터프라이즈에서 발진한 급강하 폭격기의 급강하 폭격으로 지근탄 2발, 명중탄 1발에 피폭되는데 명중탄이 함체 중앙의 엘리베이터 부근에 명중하여 비행갑판을 뚫고 들어가 격납고 내에서 폭발한다. 이후 화재가 일어나 격납고 내 함재기 연료와 어뢰, 폭탄에 유폭이 일어나게 된다.
오후 7시 20분에 아카기 함장인 아오키 타이지로(靑木 秦二郞)대령은 전원 퇴함명령을 내렸지만, 연합함대의 함대장인 야마모토 이소로쿠(山本 五十六)로부터 경순양함 나가라로 퇴선한 나구모 츄이치(南雲 忠一) 제1항공전대 사령관에게 <아카기 자침조치는 기다려라>라는 명령이 들어온다. 이는 야마모토 사령관이 수리 후 적 공습에 대한 대응이 가능하다고 판단되었기 때문이었다.
그러나 항공모함 히류가 침몰하자 그 다음 날인 6월 5일 오전 2시 55분에 미드웨이 공격 중지 명령을 내리고 대파된 아카기를 예인하다 적에게 포획될 것을 염려해 자침 명령이 내려졌다. 결국 제4구축함대의 아라시,하기카제,노와키,마이카제 에서 각 1발씩 발사된 4발의 어뢰 중 2, 3발이 명중해 1942년 6월 5일 오전 2시 아카기는 침몰한다.